# 威斯敏斯特的爱德华
威斯敏斯特的爱德华（英語：Edward of Westminster，1453年10月13日—1471年5月4日），又称蘭開斯特的爱德华，是英格兰国王亨利六世和王后安茹的玛格丽特的独生子，17岁时在蒂克斯伯里战役中阵亡，是英国历史上唯一一个死在战场上的英格兰王位法定继承人。

## 早年生活
1453年10月13日，爱德华生于伦敦威斯敏斯特宫。当时，亨利六世和要求王位并挑战亨利手下官员权威的约克公爵理查发生争斗，亨利本人则蒙受精神病之苦，于是有广泛传播的谣言称爱德华的生父并非亨利，他是亨利的堂叔索默塞特公爵埃德蒙·博福特或威尔特郡伯爵詹姆斯·巴特勒与王后安茹的玛格丽特通奸所生；但这种说法没有任何证据，亨利从未怀疑爱德华的身世，公开表示自己是爱德华的父亲。1454年，爱德华在温莎城堡受封为威尔士亲王。

## 为英格兰王位而战
1460年，在諾咸頓戰役中，约克的支持者俘获了国王，带回伦敦。虽然约克对王位的要求被驳回，但他成功说服国会通过了《调解法案》并借此以约克一系取代爱德华王子成为王储。爱德华和母亲玛格丽特王后逃到柴郡。根据玛格丽特本人后来的说法，她诱使不法分子和匪徒帮助她，要他们发誓支持爱德华为王储。他们随后安全到达威尔士，又来到苏格兰，玛格丽特在那里获得了支持，敌视约克的军队在北英格兰集结。
约克在韦克菲尔德战役中被杀后，玛格丽特聚集大军南下。在第二次圣奥尔本斯战役中，她击败约克的最重要支持者之一沃里克伯爵理查·内维尔。沃里克伯爵已将被俘的亨利六世带来军中，战败后将随军的亨利六世遗弃在战场上，只留下两名骑士，第一代邦維爾男爵威廉·邦維爾(William Bonville)和托馬斯·基列爾爵士确保他的安全，他们被俘。战后次日，玛格丽特问爱德华应该如何处死这两个骑士，爱德华下令将他们斩首。

## 流亡法国

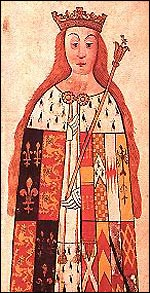
安妮·内维尔，威斯敏斯特的爱德华的妻子，后为理查三世的妻子

玛格丽特的军队难以驾驭，她犹豫着进军伦敦，最后撤军，几周后在陶顿战役中溃败。玛格丽特和爱德华再次逃到苏格兰。此后三年，玛格丽特促使英格兰最北的郡县反叛约克王朝，但最终被迫乘船逃往法国，建立流亡朝廷。亨利六世则再次被俘，沦为伦敦塔的囚犯。
1467年米兰公国访问法国宫廷的大使如是描写爱德华：“他除了砍头和制造战争以外什么也不说，似乎他已经掌握了一切，或者自以为是战神，或者已经安然坐稳了王位。”
几年后，玛格丽特抓住了最好的复辟良机。沃里克因政治失势改变阵营，与王后和王子结盟。法国国王路易十一想和与约克国王爱德华四世（约克公爵理查之子和继承人）结盟的勃艮第开战，希望复辟蘭開斯特王朝让它帮助自己征服勃艮第。于是他让爱德华王子做自己的儿子查理的教父，并在1470年12月为他娶沃里克的小女儿安妮·内维尔为妻，12月13日在昂布瓦斯举行婚礼，但未必有了夫妻之实，因为玛格丽特想一旦爱德华成为国王，将给他寻一门更好的亲事。

## 巴内特和蒂克斯伯里战役

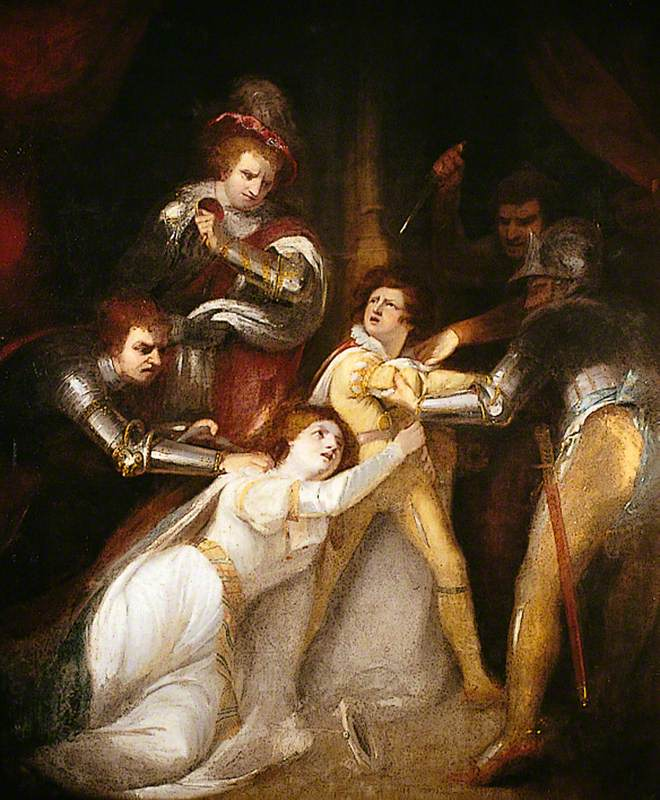
爱德华被害的绘画（詹姆斯·诺斯科特），尽管当时的资源说他死于战斗。

沃里克回到英格兰，在和他一同叛乱的爱德华四世的弟弟克拉伦斯公爵乔治帮助下废黜爱德华四世。爱德华四世和幼弟格洛斯特公爵理查流亡到勃艮第。沃里克复辟了亨利六世。爱德华和玛格丽特滞留在法国直至1471年4月。但此战之前，爱德华四世已组织起军队，和克拉伦斯和解。14日玛格丽特和爱德华登陆英格兰当天，爱德华四世已在巴内特战役中败杀沃里克。缺乏经验的爱德华王子和母后在几无胜算的情况下率余部参加蒂克斯伯里战役迎战爱德华四世，兵败，他本人阵亡。
根据当时的消息来源，爱德华在兰开斯特军溃败的战斗中被击败并被杀。一位目击者在一张保存在公共图书馆的照片中生动地描述了他的死亡时刻，描述如下：“马受伤了，跪了下来。然后骑手从后面受到致命一击。头盔被摘了下来。明亮的金色头发垂在马的鬃毛上，过了一会儿，马和骑手摔倒了，被骑倒了。”
一些说法将爱德华的死归咎于他的前盟友的克拉伦斯公爵，王子徒劳地向他求助。为理查三世作传的保羅·穆雷·肯德爾认可这一事件版本。另一版本称战斗结束后，克拉伦斯公爵乔治和他的手下在一片小树林附近发现了悲伤的爱德华王子，当即不顾王子的哀求用一个临时的行刑台砍下了他的头。
另一种说法来自都铎王朝的三份资料：《伦敦大编年史》、波利多爾·維吉爾和愛德華·哈爾。该版本被威廉·莎士比亚在剧作《亨利六世》第三部的第五幕第五景中戏剧化。该故事中，爱德华王子在战后被生擒，带到爱德华四世及其弟克拉伦斯公爵乔治、格洛斯特公爵理查和追随者跟前。爱德华四世亲切地对待王子，问他为何反对自己。王子强硬地答道：“我来收回我父亲的财产。”爱德华四世便用戴着金手套的手打了王子的脸，格洛斯特和克拉伦斯上前用剑将王子刺死。
但这些说法在同时代的其他称爱德华战死的资料中都没有印证。
爱德华被葬在格罗斯特郡的当地教堂。他的遗孀安妮·内维尔后来嫁给先前曾和她订婚的王弟格洛斯特，后者在1483年继位为理查三世，安妮也成为王后。

## 墓志
蒂克斯伯里教堂内爱德华的拉丁文黄铜纪念碑位于塔下唱诗班席位之间的楼层内。碑文：

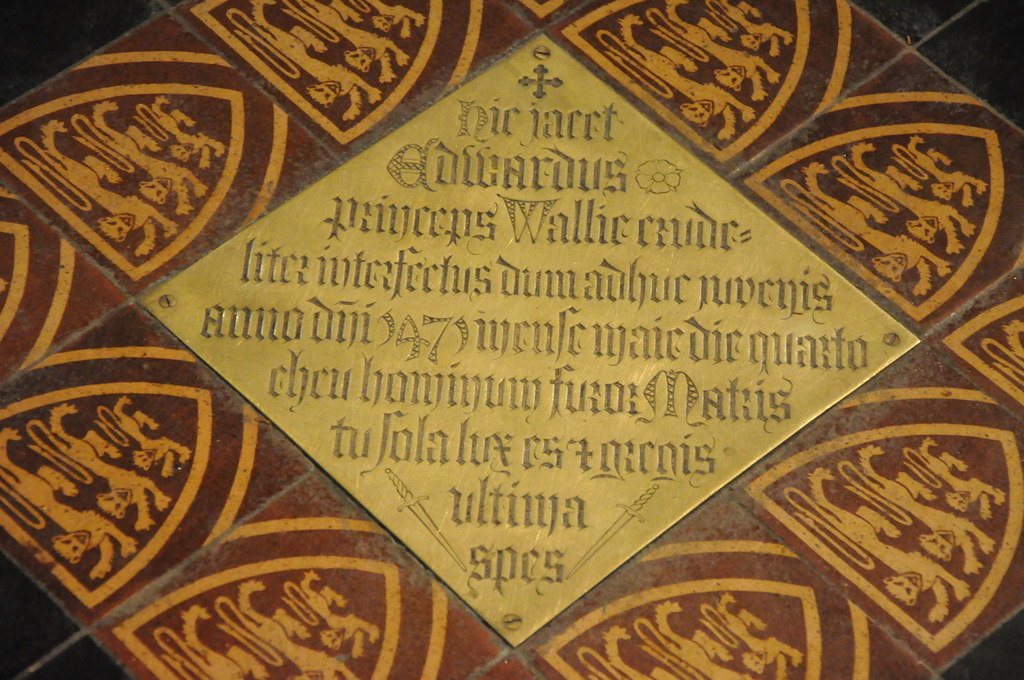
牌匾

翻译成英语意思如下：
“这里躺着威尔士亲王爱德华，

只是个青年就被残忍杀害。

公元1471年，5月4日。

唉，人们的野性啊！

你是你母亲唯一的光，

和家族最后的希望。”